# ماي تشاو
ماي تشاو (بالصينية: 麦超) هو مدرب كرة قدم ولاعب كرة قدم صيني، ولد في 9 مارس 1964 في غوانزو في الصين. شارك مع منتخب الصين لكرة القدم. أما مع النوادي، فقد لعب مع غوانغجو إفرغراند تاوباو.

## وصلات خارجية
- ماي تشاو على موقع ناشيونال فوتبول تيمز (الإنجليزية)
- ماي تشاو على موقع أوليمبيديا (الإنجليزية)